# Ryan Louwrens
Pas d'image ? Cliquez ici

a Compétitions nationales et continentales officielles uniquement.

Dernière mise à jour le 29 mars 2025.
Ryan Louwrens, né le 12 mars 1991 à Johannesbourg (Afrique du Sud), est un joueur sud-africain de rugby à XV jouant au poste de demi de mêlée.

## Biographie

### Jeunesse et formation
Ryan Louwrens naît à Johannesbourg en Afrique du Sud, puis déménage avec ses parents en Australie, plus précisément à Perth, alors qu'il a 16 ans. Il retourne ensuite dans son pays natal en 2009 et joue avec Valke lors de la Craven Week. À la fin de l'année, il est contrôlé positif à des produits dopant et est par conséquent suspendu durant deux ans. En 2011, de retour de suspension, il retourne en Australie et rejoint le centre de formation de la Western Force.

### Carrière professionnelle
En 2014, Ryan Louwrens est intégré à l'effectif professionnel de la Western Force, alors qu'il n'a joué qu'avec l'équipe réserve jusqu'à présent. Cependant, sa saison est écourtée par une rupture des ligaments croisés d'un genou. Il fait finalement ses débuts professionnels en 2015 contre les Chiefs et marque plus tard ses deux premiers essais en carrière. En cours de saison, il prolonge son contrat jusqu'à la fin de la saison 2017. En parallèle, il joue aussi pour Perth Spirit en National Rugby Championship.
En 2017, il se blesse gravement au genou lors de la sixième journée de Super Rugby, ce qui met fin à sa saison.
L'année suivante, il quitte l'Australie pour le Japon et signe chez les Kintetsu Liners. En 2020, il fait un bref passage aux Melbourne Rebels où il réalise une très bonne saison 2020, à tel point qu'il est convoité par l'équipe d'Australie qui souhaite le naturaliser. À la fin de cette saison, il fait son retour dans son club au Japon.
Avant le début de l'année 2022, Ryan Louwrens quitte son club japonais pour rejoindre la Major League Rugby (MLR) où il s'engage avec les Gilgronis d'Austin. Les rumeurs de transfert l'envoyaient pourtant du côté du SU Agen, qui cherchait un remplaçant à Paul Abadie.
Après seulement une saison en MLR, il rentre en Australie et retourne chez les Melbourne Rebels, où il joue jusqu'à la liquidation et donc la disparition de la franchise en 2024. En 2023, il évolue également avec les Hunter Wildfires (en) dans le Shute Shield. Libre de tout contrat après l'issue de la saison 2024 de Super Rugby, il est recruté par le Montpellier HR qui cherche alors un remplaçant à Cobus Reinach, parti en sélection pour jouer le Rugby Championship. Dans son nouveau club, il est en concurrence avec Léo Coly, Alexis Bernadet et son compatriote Cobus Reinach. Il joue six matchs avec cette équipe, avant de quitter le club en décembre 2024,.